# Menelaos Chatzigeorgiou
Menelaos Chatzigeorgiou (em grego:  Μενέλαος Χατζηγεωργίου; 24 de Novembro de 1924 - 12 de Outubro de 2020), sobrenome alternativamente transliterado Hatzigeorgiou ou Hadjigeorgiou, foi um político e atleta grego.

## Biografia
Natural de Thessaloniki, Chatzigeorgiou começou a sua carreira como jogador de basquetebol no Aris BC nas décadas de 1930 e 1940. Após a Segunda Guerra Mundial, Chatzigeorgiou competiu em natação, pólo aquático e atletismo pelo Aris Thessaloniki. Ele aposentou-se na década de 1950 e tornou-se administrador do clube, servindo como presidente entre 1972 e 1973. Chatzigeorgiou foi eleito membro do Parlamento Europeu pela Grécia em 1990, representando o partido Nova Democracia.
Faleceu a 12 de Outubro de 2020, aos 95 anos.